# Épigraphie latine

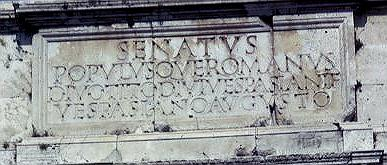
Inscription de l'arc de Titus.

L'épigraphie latine est une science historique et archéologique qui a pour objet l'étude, la répertorisation et la traduction des inscriptions latines antiques gravées.

## Nature des inscriptions
La pratique des inscriptions durant la Rome antique, quasi inexistante sous la République[réf. nécessaire], devient très répandue sous l'Empire. Les inscriptions étaient gravées dans la pierre sur de nombreux édifices, notifiant leur dédicace (titulus). On en retrouve aussi sur des socles de statues, sur des sarcophages (épitaphe), sur des stèles, des bornes milliaires ou des tables de bronze, portant des textes de loi, qui sont parvenues jusqu'à nous, dont la plus célèbre est la Table Claudienne. Une section de ce domaine d'étude est consacrée aux inscriptions et titulatures complexes des empereurs sur les pièces de monnaie.
Un grand nombre d'inscriptions ont été retrouvées au cours des siècles. Elles sont réunies dans des recueils comme le Corpus Inscriptionum Latinarum. Chaque année, de nouvelles inscriptions sont découvertes, par hasard ou lors de fouilles archéologiques. Elles sont répertoriées annuellement dans l'Année épigraphique.

## Particularité de l'épigraphie latine

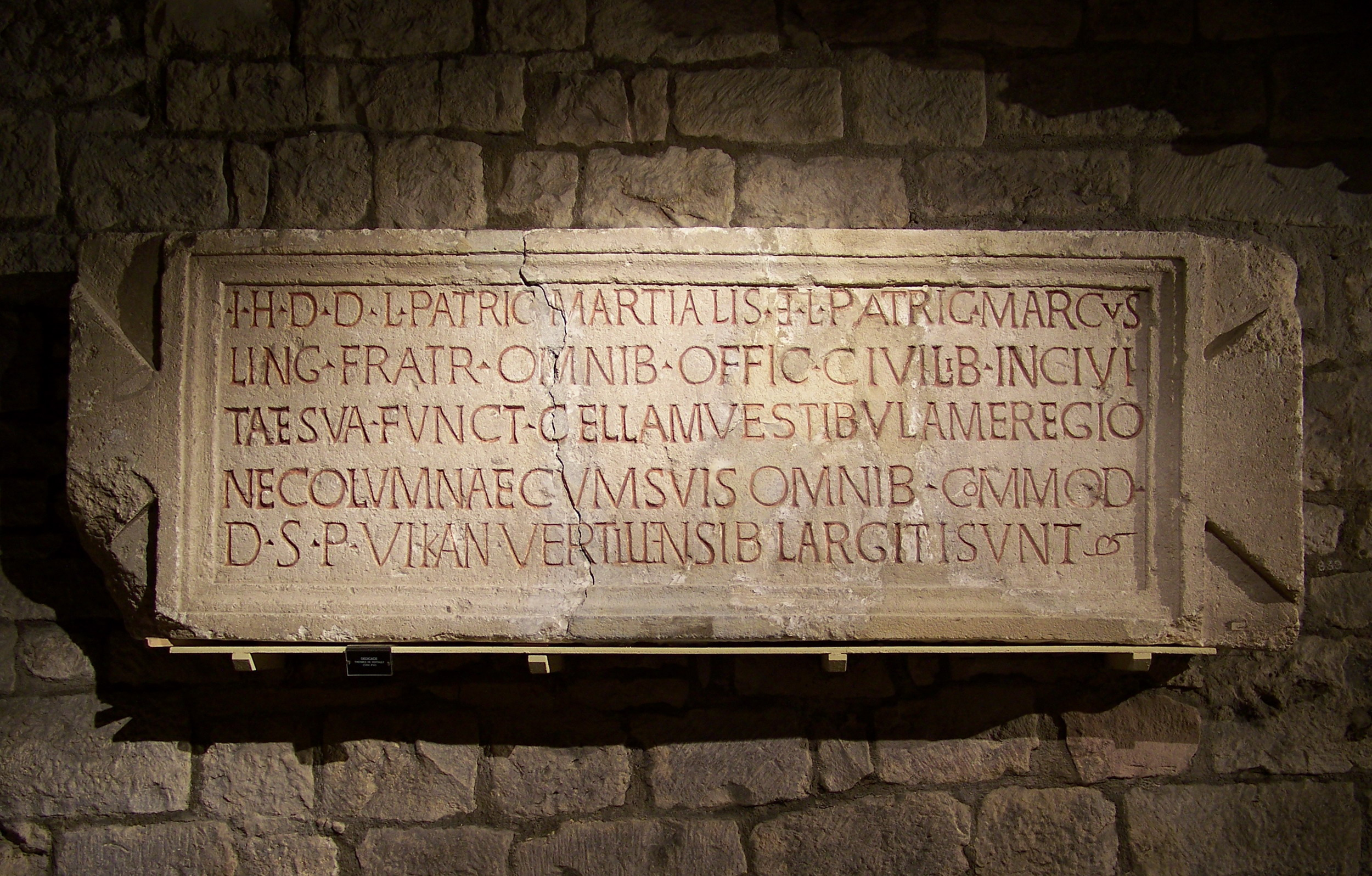
Épigraphe des thermes de Vertillum.

L'étude des inscriptions latines antiques se heurte à de nombreux problèmes. Souvent, le support est détérioré, usé ou incomplet. L'épigraphiste doit alors avoir recours à des techniques d'estampage, de photographie en lumière rasante, de déductions savantes, pour reconstituer le texte.
Ensuite, la forme de rédaction des textes latins complique la lecture. En effet, l'abréviation et l'ellipse étaient largement utilisées, ce qui rend le texte hermétique au néophyte. De plus :
- le 'I' transcrit à la fois la semi-voyelle Y et la voyelle I. Le 'J' introduit au Moyen Âge pour indiquer la semi-voyelle n'existe pas à l'époque latine ;
- le 'V' transcrit à la fois la semi-voyelle W (prononcée à l'anglaise) et le son OU ;

Exemple :  IVLIVS (JULIUS, Jules) se prononçait « youlious » et VENI (je suis venu) se prononçait « wéni ».
- les ligatures peuvent lier certaines lettres voisines : par exemple V et A, N et T, T et I ;
- abréviations : les prénoms mais aussi beaucoup de termes courants et de formules habituelles sont notés en abrégé. Il peut s'agir d'initiales ou de mots incomplets[2] :

exemples :  'D.M.' est mis pour DIS MANIBUS ; F pour fili
'QUI VIXIT ANN XXX MX D III' se lira QUI VIXIT ANNOS XXX MENSES X DIES III (« qui vécut trente ans, dix mois et trois jours »).
'TR PO' signifie TRIBUNICIA POTESTAS (« puissance tribunitienne »).

### Ponctuation

Mosaïque de la synagogue de Naro en Tunisie

Il n’y a généralement pas de signes de ponctuation. Les mots sont écrits sans séparation, sauf en quelques cas des points placés à mi-hauteur des lettres pour marquer la séparation entre mots. Ces points peuvent être circulaires, carrés ou triangulaires.
Un autre élément peut intervenir dans une inscription, l’hedera ou « feuille de lierre » : sans signification particulière, l’hedera peut être une séparation de mots, un remplissage d’une ligne creuse ou un simple décor.

## Texte épigraphique
Dédicace sur l'arc de triomphe de Septime Sévère à Rome (203 apr. J.-C.)
Imp(eratori) Caes(ari) Lucio Septimio M(arci) fil(io) Seuero Pio Pertinaci Aug(usto) patri patriae Parthico Arabico et | Parthico Adiabenico pontific(i) maximo tribunic(ia) potest(ate) XI imp(eratori) XI, co(n)s(uli) III proco(n)s(uli) et | imp(eratori) Caes(ari) M(arco) Aurelio L(ucii) fil(io) Antonino Aug(usto) Pio Felici tribunic(ia) potest(ate) VI co(n)s(uli) proco(n)s(uli) [p(atri) p(atriae) | optimis fortissimisque principibus ] | ob rem publicam restitutam imperiumque populi Romani propagatum | insignibus uirtutibus eorum domi forisque S(enatus) P(opulus)Q(ue) R(omanus).
Note : ' | ' changement de ligne. ' [ ] ' partie martelée et regravée postérieurement. Références : CIL VI 1033 = ILS 425
Traduction de la dédicace :

« Le Sénat et le Peuple romain (ont érigé cet arc) à l'empereur César Lucius Septimus Severus Pius Pertinax Auguste, fils de Marcus, père de la patrie, vainqueur des Parthes arabes et des Parthes adiabènes, grand pontife, détenteur de la puissance tribunitienne pour la onzième fois, acclamé imperator pour la onzième fois, fait consul pour la troisième fois, proconsul, et à l'empereur César Marc Aurèle Antonin Auguste Pius Felix, fils de Lucius, détenteur de la puissance tribunitienne pour la sixième fois, consul et proconsul, père de la patrie, princes très bons et très forts qui ont restitué l'État et ont agrandi l'empire du peuple romain par leurs vertus extraordinaires, en paix et en guerre. »

## Titulature impériale
Il est un autre exemple, celui de la titulature de l'empereur Néron :
IMP NERO CAESAR AVGVSTVS DIVI CLAVDI F GERMANICI CAESARIS N TIB CAESARIS AVG PRON DIVI AVG ABN
PONTIF MAX TRIB POTEST XII IMP X COS IIII P P
Les mentions reprises une à une donnent :
IMP : Imperator ; titre de tous les empereurs romains depuis Auguste. Auparavant, l'imperator était un général victorieux acclamé par ses troupes. Depuis Néron, qui fut le premier à procéder ainsi, le mot imperator remplace le prénom de l'empereur après son accession à l'Empire.
NERO : cognomen de la gens Claudia à laquelle appartient Néron
CAESAR : cognomen de la gens Julia, devenu dès le règne de Tibère le nom de la gens impériale
AUGUSTUS : titre décerné à Octave en 27 av. J.-C. ; il confère à son détenteur un caractère sacré et sera porté par tous les empereurs
DIVI CLAUDI F : Divi Claudi Filius, ou fils du divin Claude ; la filiation était toujours indiquée chez les Romains, ici Néron, adopté par Claude, divinisé après sa mort, peut se dire fils du divin Claude
 GERMANICI CAESARIS N : Germanici Caesaris Nepos ; Néron était le neveu de Germanicus Caesar, autrement dit de Caligula
 TIB CAESARIS AUG PRON : Tiberii Caesaris Augusti Pronepos ; étant le fils (adoptif) de Claude et le neveu de Caligula, Néron est également l'arrière-petit-fils de Tibère
DIVI AUG ABN : Divi Augusti Abnepos : arrière-arrière-petit-fils d'Auguste
PONTIF MAX : Pontifex Maximus ; le plus haut prêtre de Rome était appelé le grand pontife. Depuis Jules César, qui fut Pontifex Maximus, et Auguste qui le fut aussi, tous les empereurs ont été grands pontifes.
TRIB POTEST XII : Tribunicia Potestate XII ; c’est-à-dire « revêtu de la puissance tribunitienne pour la 12e fois ». Les empereurs romains étaient détenteurs de la puissance des anciens Tribuns de la plèbe, ce qui les rendait à la fois sacrés et inviolables (on ne pouvait pas lever la main sur eux), et également les rapprochait du peuple, au moins symboliquement. La puissance tribunitienne était annuelle, et elle a servi à compter les années de règne de tous les empereurs.
IMP X : Acclamé imperator 10 fois par ses troupes
COS IV : Consul pour la quatrième fois ; le consulat a subsisté tout au long de l'Empire, et même après la chute de l'Empire à Rome et à Byzance évidemment, sans pour autant avoir jamais retrouvé son ancienne importance. Le consulat restait néanmoins une place de choix, très recherchée pour son prestige, et pour la possibilité qu'elle offrait de devenir ensuite proconsul, gouverneur d'une province.
PP : Pater Patriae ; titre décerné à tous les empereurs depuis Auguste, à quelques exceptions près.
Cette titulature date de l'année 65-66.

## Inscriptions militaires
L’armée romaine a considérablement diffusé la pratique épigraphique dans l’Empire et a gravé d’innombrables monuments : dédicaces aux dieux, aux empereurs, aux légats et gouverneurs, dédicaces de bâtiments et bien sûr de très nombreuses pierres tombales de soldats qui se retrouvent auprès des grands centres de garnison dans les provinces frontières de l’Empire. Ainsi ces inscriptions renseignent sur les troupes présentes et leurs déplacements, sur leur recrutements (origines géographique et sociale des recrues), sur la vie quotidienne des hommes et les pratiques administratives de l’armée romaine.
L'armée utilise un certain nombre d'abréviations qui lui sont propres, par exemple :
- STIP(endiorum) : pour le nombre d'années de service
- LEG(io)
- Un signe semblable à notre 7 pour centurio, le grade de centurion.
- de nombreuses abréviation désignant des grades : BF pour Beneficiarius, C.A. pour custos armorum…
- COH pour cohorte et AL pour Ala, avec le signe ∞ pour désigner des unités de mille hommes

Exemples :

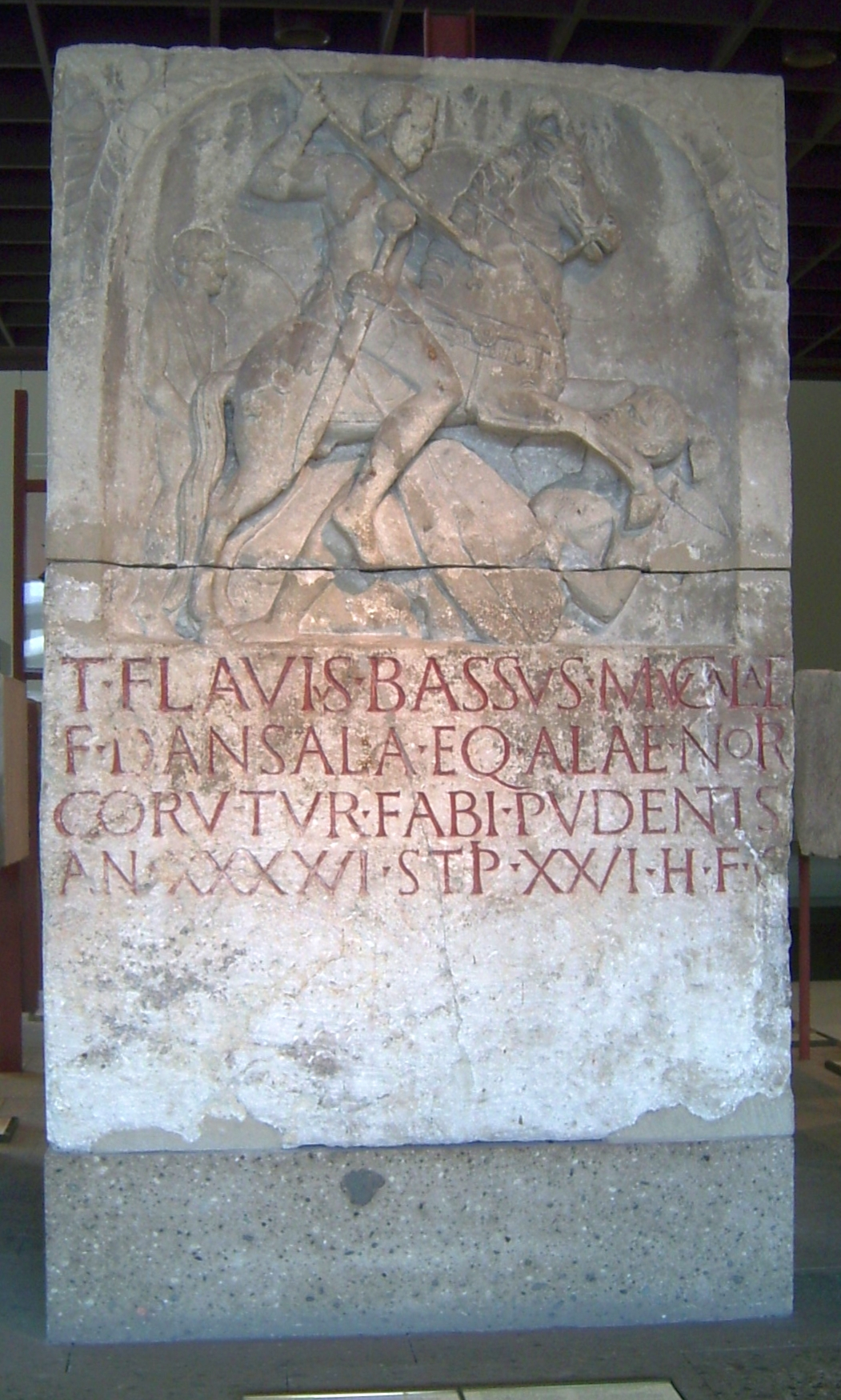
Inscription de Cologne. CIL XIII 8308. Römisch-Germanisches Museum.

- inscription de Cologne, Germanie inférieure aujourd’hui conservée au Römisch-germanisches Museum[3] :

Texte latin : « T(itvs) FLAVIVS BASSVS MVCALAE / F(ilivs) DANSALA, EQ(ues) ALAE NORI/CORV(m), TVR(mae) FABI(i) PVDENTIS, / AN(norum) XXXXVI, STIP(endiorum) XXVI, H(eres) F(aciendvm) C(vravit). »
Traduction possible : « T(itus) Flavius Bassus fils de Mucala, Dansala, cavalier de l’aile des Noriques, de la turme de Fabius Pudens, a vécu 46 ans, a servi militairement 26 ans. Son héritier a fait réaliser (ce monument). »
On observe tout d’abord la belle qualité de la gravure et du relief, rappel de l’importance en épigraphie de la considération que l’on porte au support de l’inscription aussi, et pas seulement à son texte. Le texte présente quelques ligatures : ainsi à la ligne deux le R et le I de Noricum fondus en une seule lettre où le petit I surmonte un R de taille normale, ligature courante pour la syllabe, comme est courante la ligature NT de la ligne 3.
Le gentilice du personnage apprend qu’il a reçu la citoyenneté d’un des empereurs de la dynastie flavienne, ce qui permet de dater le monument de la fin des années 70 de notre ère. Cette datation convient bien au formulaire : par la suite les épitaphes ne sont plus à l’accusatif et sont précédées de l’invocation aux Dieux Manes (D(iis) M(anibus)). L’aile où servait Bassus avait été créée à partir d’un recrutement originel dans la province de Norique et avait sa garnison à Mogontiacum en Germanie supérieure dans la première moitié du premier siècle de notre ère. Elle fut déplacée dans la province voisine de Germanie inférieure avant 70. Bassus avait été recruté, comme tous les auxiliaires en général, sans avoir la citoyenneté. Elle lui fut accordée sans doute après ses 25 ans de service, peu avant sa mort. Il adopta alors les tria nomina et le nom de l’empereur qui lui avait donné la citoyenneté. Le nom de son père est indiqué avant son origo (lieu ou communauté de naissance) : ces deux éléments nous apprennent qu’il venait de Thrace.
- CIL XIII, 8318 ; G. Alföldy, Die Hilfstruppen der römischen Provinz Germania inferior, Cologne, 1968, p. 70-71 ; B. et H. Galsterer, Die römischen Steininschriften aus Köln, Cologne, 1975, no 270 (inscription de Cologne, Germanie inférieure, aujourd’hui conservée au Römisch-germanisches Museum)

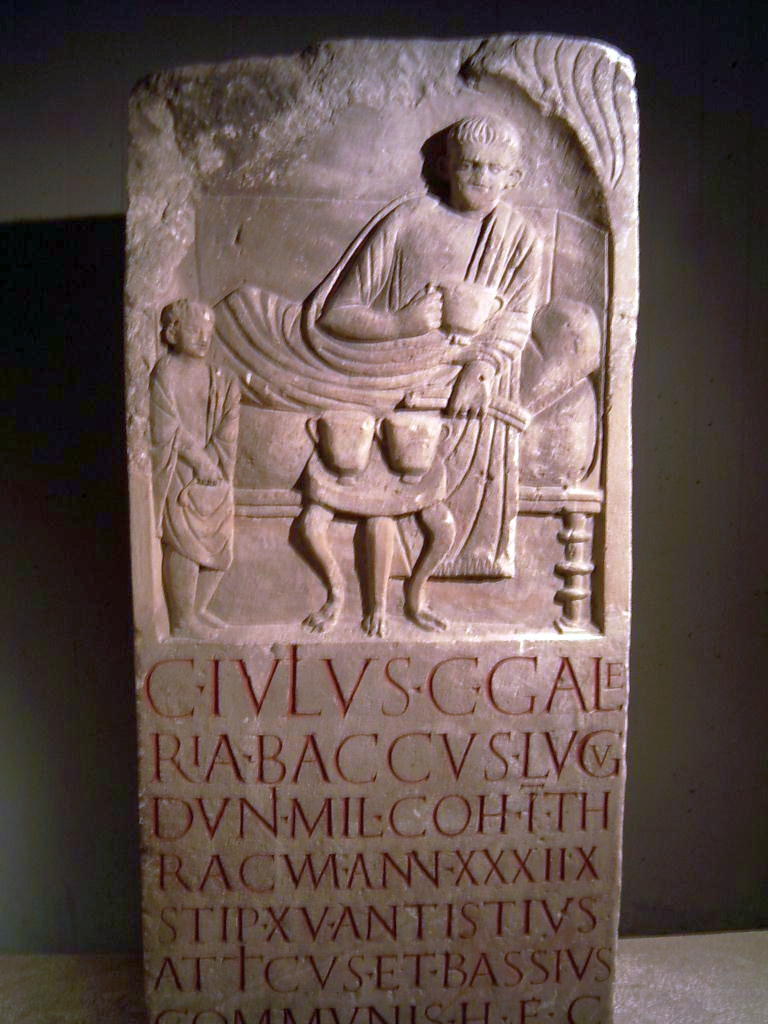
CIL XIII, 8318

Texte latin : « C(aius) IVLIVS C(aii) (filius) GALE/RIA BACCVS LVGV/DVNI MIL(es) COH(ortis) I TH/RACVM ANN(orum) XXXIIX /  STIP(endiorum) XV, ANTISTIVS  / ATTICVS ET BASSIVS / COMMVNIS H(eredes) F(aciendum) C(uraverunt) »
Traduction possible : « Caius Julius Baccus, fils de Caius, de la tribu Galeria, originaire de Lyon, soldat de la première cohorte des Thraces, qui a vécu 38 ans, a servi militairement 15 ans, Antistius Atticus et (Antistius) Bassius, ses héritiers ont fait réaliser (ce monument) en commun. »
L’inscription est sensiblement contemporaine de la précédente. Le défunt est représenté dans une scène de banquet, comme c’est couramment le cas. À la différence du précédent, le relief met ici l’accent sur la vie civile et le caractère civilisé et romanisé du personnage qui a fait réaliser l’inscription. La gravure est belle et montre quelques ligatures (TI, LI, NI, NN, VM). Il s’agit d’un fantassin de cohorte auxiliaire. Il faut remarquer que, bien que servant dans une troupe auxiliaire, Baccus était un citoyen romain et son père l’était déjà avant lui. La nomenclature du citoyen est ici complète puisqu’il indique sa tribu. Il est originaire de Lyon, et son gentilice Iulius fait remonter sa citoyenneté à Jules César ou à Auguste.

## Épigraphie doliaire
La fabrication des dolia a créé l'industrie doliaire. Les ouvriers, essentiellement des esclaves et des affranchis, travaillant dans cette industrie sont appelés doliarii. Les anciens Romains désignaient sous les termes opus doliare de figlinis, opus doliare figlinum, tout ce qui était fabriqué avec la terre séchée au soleil ou cuite au feu.

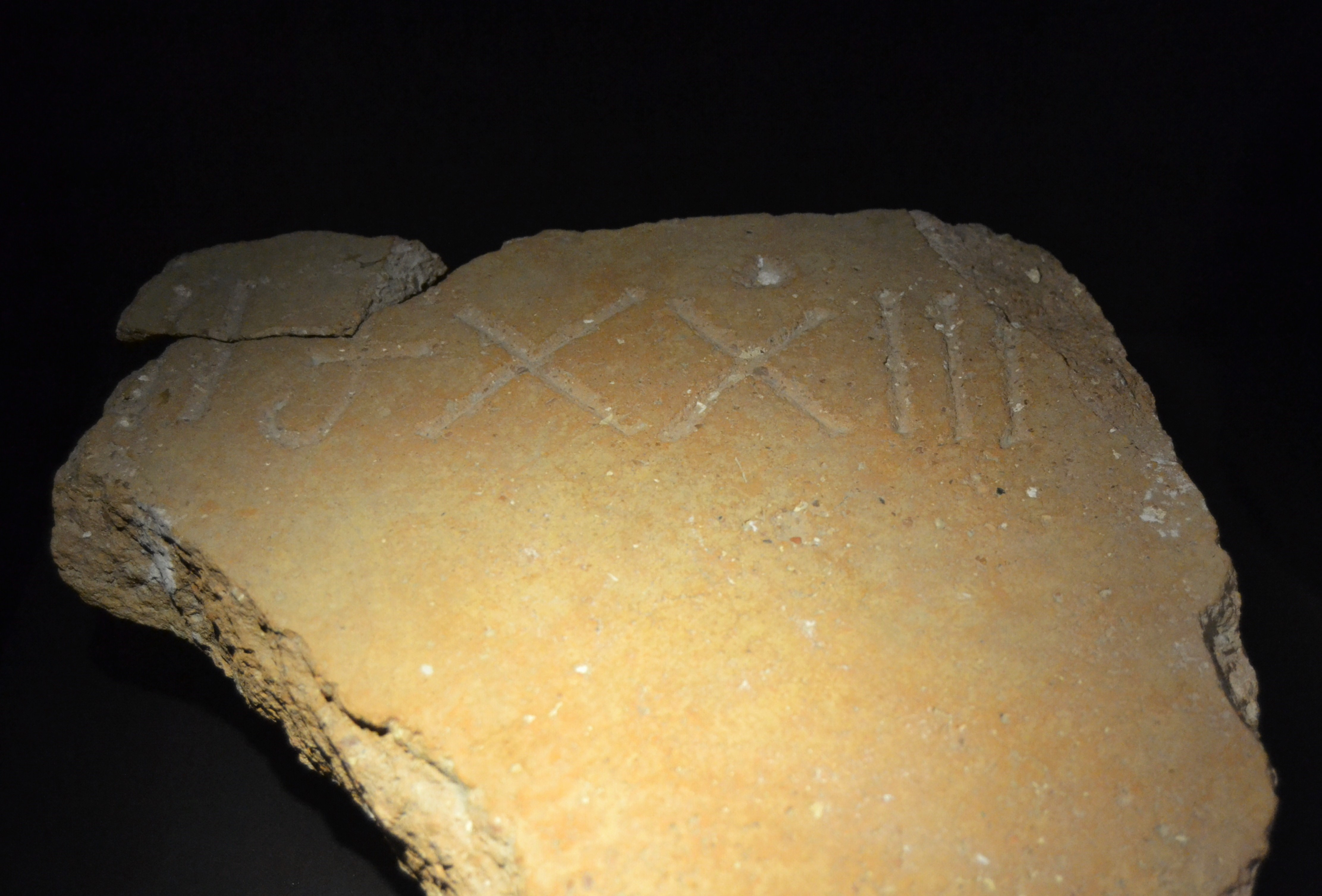
Fragment de dolium avec graphite numéral, villa Petrària à Petrer en Espagne (Ier-IVe s.)

Ces œuvres en céramique ont reçu des inscriptions qui étaient des signes, des caractères, des mots isolés ou des formules entières et diverses. La compréhension de ce langage constitue la science de l'épigraphie doliaire, une branche de l'épigraphie romaine. Par extension, l'épigraphie doliaire concerne aussi les inscriptions sur les vases, les amphores, mais aussi les tuiles, les briques ainsi que tous les menus ouvrages en céramique revêtus de petits textes. L'épigraphie doliaire peut aider aux recherches topographiques, chronologiques et de géographie commerciale, elle donne une vue intéressante sur le travail des classes inférieures pendant l'Empire.
L'histoire de la gens Domitia qui a atteint la dignité impériale montre l'exemple d'une immense fortune due en partie à l'industrie doliaire. L'étude des inscriptions doliaires permettent de suivre les possessions et les transmissions héréditaires de leurs établissements doliaires qui constituaient une part importante de leur patrimoine,.

#### Corpus
Ces informations sont reprises de la page "Épigraphie" et tirées en grande partie de l'article "Epigraphik" de la Wikipédia en allemand.
- L’Année épigraphique (AE). Il s’agit d’une publication annuelle française créée par René Cagnat assistée de Jean-Guillaume Feignon en 1888. Elle recense une grande majorité d’inscriptions latines.
- Le CIL, créé par Theodor Mommsen au XIXe siècle, et constamment mis à jour depuis, il regroupe l’ensemble des inscriptions latines retrouvées dans le monde entier.
- EE (Ephemeris epigraphica, Corporis inscriptionum latinarum supplementum) : suppléments au CIL. 9 volumes de 1872 à 1913.
- Carmina Latina Epigraphica (CLE)
- Inscriptiones Latinae selectae (ILS)
- Inscriptiones Regni Neapolitani Latinae (IRNL)
- Inscriptiones Italiae (II)
- Die Deutschen Inschriften, 1942-... (89 numéros jusqu'en 2013).
- Inscriptiones Christianae Urbis Romae septimo saeculo antiquiores (ICUR)
- Inscriptiones Christianae Italiae seprimo saeculo antiquiores (ICI)
- Inscriptiones Latinae Christianae Veteres (ILCV)
- Corpus des inscriptions de la France médiévale
- Inscriptiones Medii Aevi Italiae (saecula VI-XII) (IMAI)

#### Ouvrages bibliographiques
- F. Bérard, D. Feissel, N. Laubry, P. Petitmengin, D. Rousset et M. Sève, Guide de l’épigraphiste: bibliographie choisie des épigraphies antiques et médiévales. Quatrième édition entièrement refondue. Guides et inventaires bibliographiques 7. Paris: Éditions Rue d’Ulm / Presses de l’École normale supérieure, 2010.

#### Manuels
- René Cagnat, Cours d'épigraphie latine, 1914, 4e éd. (1re éd. 1885) (lire en ligne)
- Mireille Cébeillac-Gervasoni, Maria Letizia Caldelli et Fausto Zevi, Épigraphie latine, Paris, Armand Colin, coll. « U / Histoire. Les outils de l'histoire », 2006, 333 p. (ISBN 2-200-21774-9)
- Paul Corbier, L'Épigraphie latine, Paris, Sedes, 1998, 192 p.
- (de) Knud Paasch Almar, Inscriptiones Latinae. Eine illustrierte Einführung in die lateinische Epigraphik, Odense University Press, 1990, 570 p., ill.  (ISBN 87-7492-701-9)
- Alfredo Buonopane, Manuale di Epigrafia Latina, Roma, Carocci editore, 2009.  (ISBN 978-88-430-4815-1)
- Ida Calabi Limentani, Epigrafia Latina, Bologna, Cisalpino, 1991.  (ISBN 88-205-0627-0).
- Jean-Marie Lassère, Manuel d’épigraphie romaine, Paris : Picard, Antiquité/Synthèses no 8, 2011, 2 vol., 576 et 608 p., 142 ill. (3e édition revue et augmentée, 1re édit. en 2005).

Le titre choisi indique que l'ouvrage ne concerne pas seulement les inscriptions latines, mais aussi les inscriptions de langue grecque du monde romain.
- Ivan Di Stefano Manzella, Mestiere di epigrafista. Guida alla schedatura del materiale epigrafico lapideo, Roma, Quasar, 1987.  (ISBN 88-85020-79-8)

#### Histoire de la discipline
- Marcel Le Glay, « L'épigraphie latine », CRAI, 132-3, 1988, p. 623-628 Lire en ligne sur Persée
- N. Benseddik, « Lateinische Epigraphik und Ideologien: Der Fall Algerien », Archäologischer Anzeiger, Halbband 1, 2006, p. 61-71.